# Budišov nad Budišovkou (nádraží)
Budišov nad Budišovkou je dopravna D3 (někdejší železniční stanice), která leží ve městě Budišov nad Budišovkou v okrese Opava v Moravskoslezském kraji na jednokolejné železniční trati Suchdol nad Odrou – Budišov nad Budišovkou na ulici Československé armády.

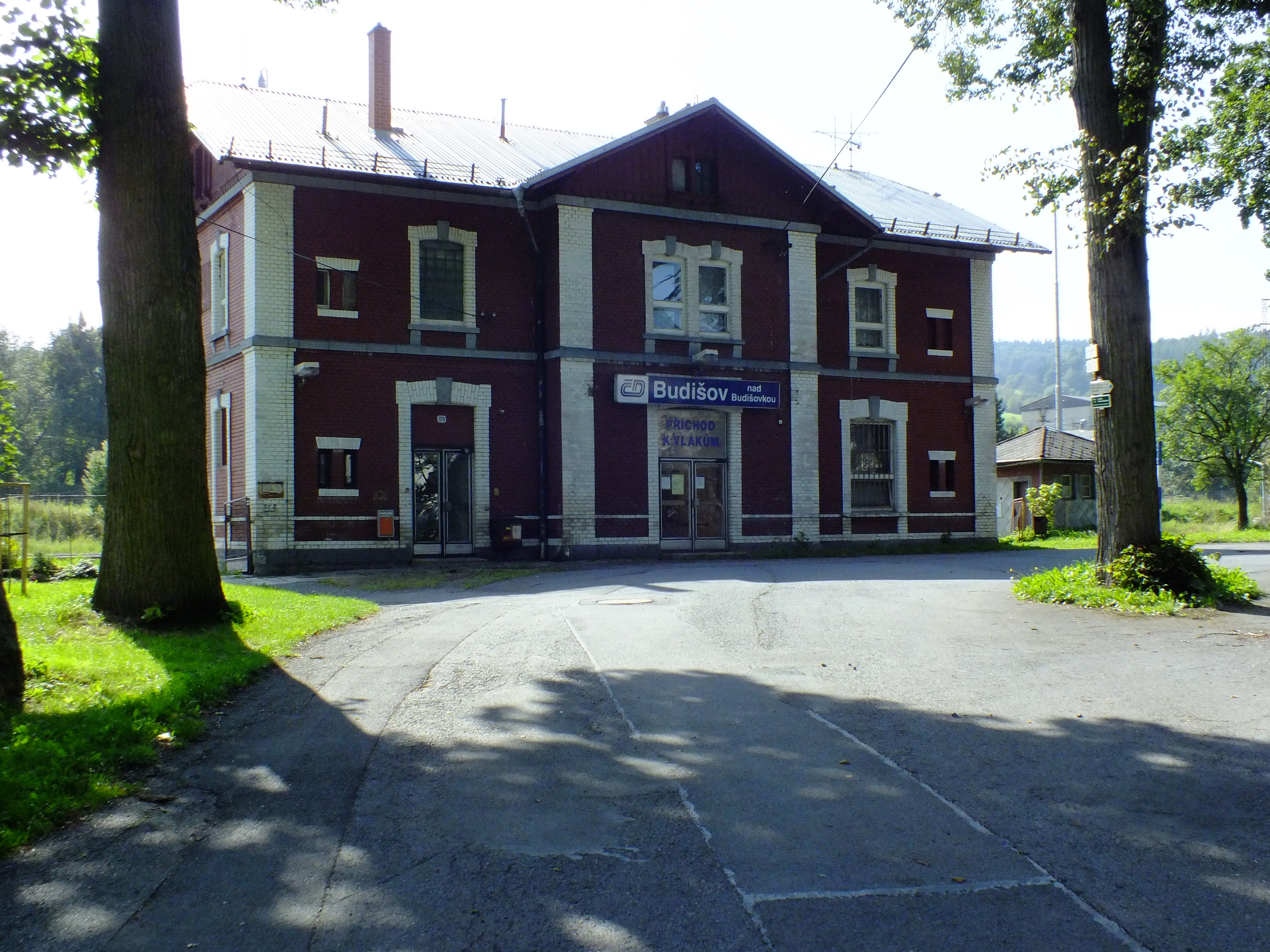
Budova z uliční strany

## Osobní doprava
Stanice je zapojená do systému ODIS jako součást zóny č. 99, přičemž ji obsluhují osobní vlaky linky S33. Od konce roku 2022 je sem o víkendech vedeno 6 párů vlaků ve dvouhodinovém taktu. Ve všední dny jsou pak vedeny jen tři páry vlaků (1 ráno a 2 odpoledne) doplněné večerním spojem v pátek, neboť zbytek spojů je ukončen již ve Vítkově a nahrazen autobusovou linkou 236 do centra Budišova s možností přestupu u nádraží ve Vítkově.

## Cestující
Stanice nezajišťuje odbavení cestujících, jízdenka se zakupuje ve vlaku u průvodčího bez přirážky. Přístup na stanici je od ulice Československé armády bezbariérový ovšem na nástupiště je přístup bariérový. Ve stanici nejsou v provozu žádné služby.[zdroj?]